# Palazzo Pignatelli di Strongoli
Il Palazzo Pignatelli di Strongoli è un palazzo storico di Napoli, ubicato sulla Riviera di Chiaia nell'omonimo quartiere.
Eretto nel XVIII secolo e rinnovato in stile neoclassico nel 1820 da Antonio Niccolini, il palazzo è noto soprattutto perché nel 1860 il principe Francesco Pignatelli conte di Melissa e principe di Strongoli, sposò la nobildonna Adelaide del Balzo, una letterata di spicco e fondatrice di un'accademia di lettere e scienze nel loro palazzo. La del Balzo fu una delle tre donne iscritte all'Accademia Pontaniana. Inoltre divenne ispettrice di molti istituti napoletani dell'epoca.
Oggi è un condominio di prestigio, perfettamente conservato e parzialmente abitato ancora dai discendenti.
Nel cortile, nei pressi della bella scala aperta, si nota un abbeveratoio in piperno.

## Altre immagini

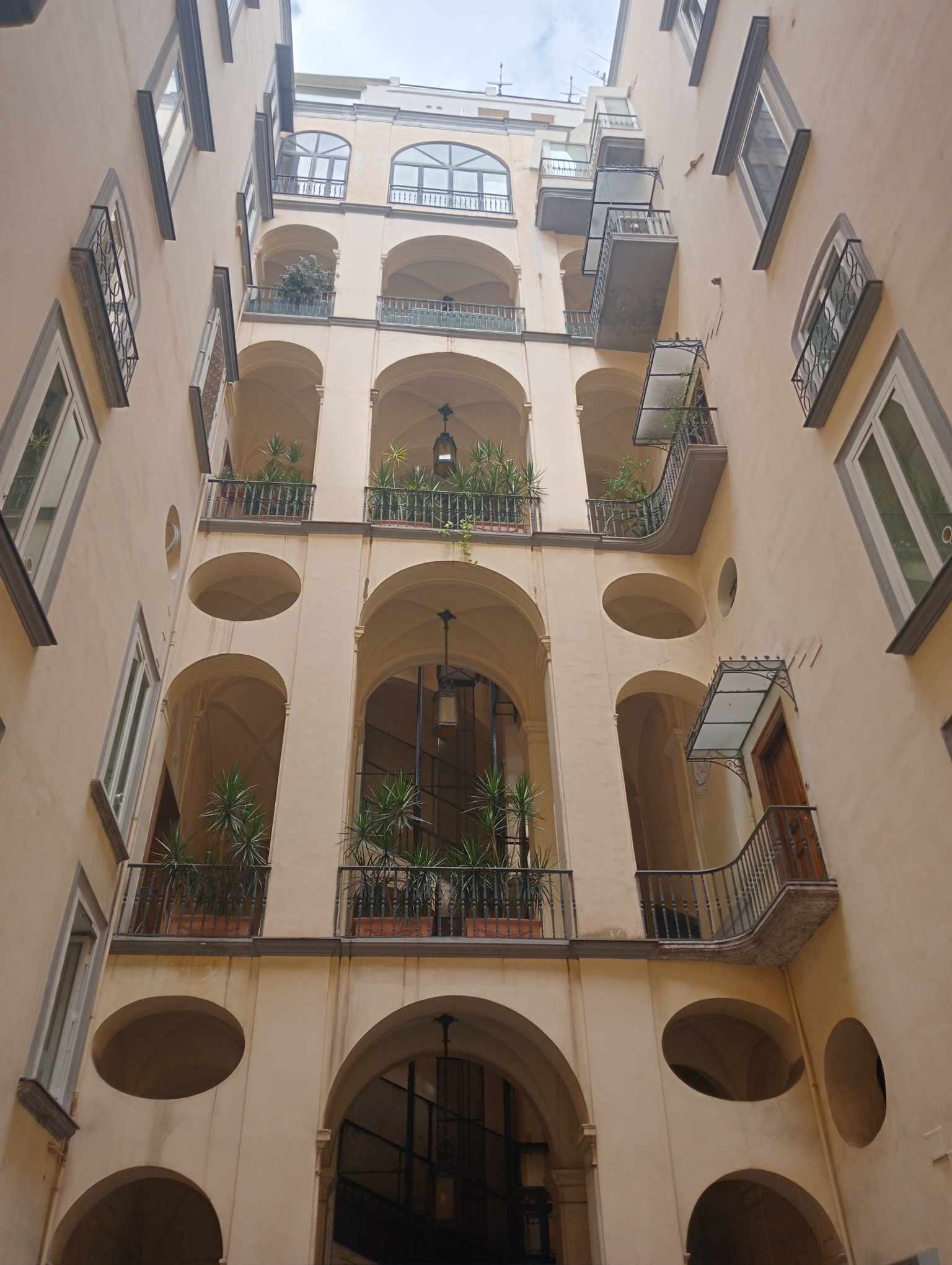
Lo scalone aperto